# 린지 버킹엄
린지 버킹엄(영어: Lindsey Buckingham, 1949년 10월 3일 ~ )은 미국의 음악가로, 플리트우드 맥의 일원이다.